# Kendži Mijazawa
Kendži Mijazawa (宮沢 賢治 nebo 宮澤 賢治 Mijazawa Kendži, 27. srpna 1896 Hanamaki – 21. září 1933 tamtéž) byl japonský básník a autor dětské literatury. Byl také učitelem zemědělských věd, vegetariánem, cellistou, oddaným buddhistou a utopickým společenským aktivistou.
Jeho nejznámějšími díly jsou Ginga Tecudó no Joru (Noc na trati Mléčné dráhy), Kaze no Matasaburo (Větrný Matasaburó), Sero hiki Góšu (Cellista Goš), Futago no hoši (Hvězdy dvojčata) a Cučigami to kicune (Božstvo země a liška).
Po přečtení Lotosové sútry Kendži konvertoval k Ničirenovskému buddhismu a vstoupil do Kokučúkai, nacionalistické organizace ničirenovského buddhismu. Jeho víra a sociální postoje způsobily odtržení od jeho zámožné rodiny a obzvláště od jeho otce. Přesto, nedlouho po jeho smrti, jeho rodina k ničirenovskému buddhismu konvertovala také. Založil Rasu čidžin kjókai (Asociace farmářů Rasu, 羅須地人協会), aby zlepšil situaci rolníků v prefektuře Iwate.
Ovládal jazyk esperanto a do tohoto jazyka také přeložil několik svých básní.
V roce 1933 zemřel na pneumonii. Jako básník byl za svého života téměř neznámý a slavným se stal až posmrtně. Velký zájem o jeho dílo se projevil v polovině 90. let. V roce 1982 bylo v jeho rodném městě otevřeno muzeum věnované jeho životu a dílu. Mnoho jeho příběhů pro děti bylo zadaptováno jako anime. Mnoho jeho básní tanka a básní volného verše, které byly přeloženy do mnoha jazyků, je populárních dodnes.

## Život
Narodil se ve městě Hanamaki, v prefektuře Iwate, jakožto nejstarší syn z bohaté rodiny majitelů zastavárny. Rodiče byli oddanými věřícími sekty Čisté země, jak bylo zvykem mezi farmáři v této oblasti. Od roku 1898 jeho otec organizoval pravidelné schůze v místě, kde kázali mnichové a buddhističtí myslitelé a Kendži se svojí mladší sestrou se těchto schůzek účastnili již od útlého věku. Oblast jeho mládí byla zchudlým rýžovým regionem a on vyrůstal v obavách své rodiny o sociální status a toho jak vydělat peníze.
Od mládí byl nadšeným studentem přírodovědy. Jako náctiletý v sobě objevil zájem o poezii, když se dostal pod vliv místního básníka Takubokua Išikawy. Poté, co dokončil nižší střední školu, pomáhal v otcově zastavárně. V roce 1918 skládal básně typu tanka a měl již napsané dva příběhy pro děti. Na vyšší střední, poté co přečetl Lotosovou sútru, konvertoval k sektě Hokke, což mu v budoucnu způsobilo rozepře s otcem. Roku 1918 vychodil Vysokou školu zemědělskou a lesnickou v Morioce (盛岡高等農林学校 Morioka Kōtō Nōrin Gakkō, dnes fakulta agrikultury na univerzitě v Iwate). Toho roku se také stal vegetariánem. Jelikož byl bystrým studentem, získal pozici speciálního výzkumného studenta geologie. Začal se zajímat o výzkum půdy a umělých hnojiv. Později v tomto roce se jel s matkou podívat do Tokia za svou sestrou Toši, která onemocněla, zatímco studovala na Japonské ženské univerzitě (日本女子大学 Nihon džoši daigaku). Domů se navrátil poté, co se jeho sestra na začátku následujícího roku uzdravila.
Kvůli svým rozdílným náboženským názorům a nechuti k rodinnému podnikání v zastavárně se v lednu 1921 rozhodl opustit Hanamaki a vydal se do Tokia. Zde se připojil k organizaci Kikučúkai Tanaky Čigakua a několik měsíců strávil kázaním ničirenovského buddhismu na ulicích. Po osmi měsících v Tokiu se znovu pustil do psaní příběhů pro děti, tentokrát velice plodně, jelikož byl ovlivněn dalším mnichem Takačijo Čijóem, který ho odradil od kněžství a přesvědčil ho, že jeho víra poslouží nejlépe pokud se ji pokusí promítnout do své profese.
Poté se, kvůli obnovení nemoci jeho sestry, vrátil zpět do Hanamaki a stal se zde učitelem na zemědělské škole. 27. listopadu 1922 jeho sestra Toši podlehla své nemoci ve věku 24 let. Ztráta milované sestry byla pro Kendžiho šokem, ze kterého se nikdy plně nevzpamatoval. V den její smrti složil tři básně se souhrnným názvem Musei Dókoku (無声慟哭).
Pracoval jako učitel zemědělských věd na Vyšší střední zemědělské škole v Hanamaki (花巻農学校). Díky půjčkám a podpoře od výrobce nattó mohl v dubnu 1924 vydat sbírku poezie nazvanou Haru to šura (Jaro a démon, 春と修羅). V prosinci toho samého roku také vlastním nákladem vydal svou sbírku dětských příběhů Čúmon no ói rjóriten (Hostinec mnoha objednávek, 注文の多い料理店). Přestože se ani jedné z nich nedostalo většího komerčního úspěchu – byly převážně ignorovány – získaly si pozornost básníků Kótaróa Takamury a Šinpeje Kusana, kteří jeho dílo obdivovali a představili ho literárnímu světu.
Jeho studenti jej vnímali jako velmi nadšeného učitele, i když lehce podivínského, jelikož si stál za tím, že je nejlepší učit se přímými zkušenostmi. Často bral studenty mimo školu, ne kvůli zácviku nebo praxi, ale jen kvůli příjemným vycházkám do hor a na pole. Také po nich chtěl, aby hráli divadelní představení, která si sami napíší.
V roce 1926 se vzdal svého postu učitele a stal se farmářem, aby mohl svými teoretickými znalostmi zemědělských věd pomáhat ostatním farmářům ve zchudlém severovýchodním regionu. Ostatní farmáře také seznámil se základy kulturního života jako jsou například hudba, poezie a vše ostatní, o čem si myslel, že by mohlo zlepšit jejich životy. Pomocí svého gramofonu je obeznámil s klasickou hudbou přehráváním skladeb Beethovena, Schuberta, Wagnera a Debussyho. V srpnu 1926 založil Rasu čidžin kjókai (Asociace farmářů Rasu, 羅須地人協会). Zavedl nové zemědělské techniky a odolnější zrna rýže.
V odlehlém domě své rodiny, kde tou dobou pobýval, vyučoval agronomii mladíky z blízkých farmářských rodin. Rasu čidžin kjókai se také podílela na literárních přednesech, divadelních hrách, hudbě a ostatních kulturních událostech. Byla rozpuštěna po dvou letech, v roce 1928, kdy se Japonsko začalo obracet k militarismu.
Ne všichni farmáři jeho snahy oceňovali. Brali ho jako člověka z města, který si na farmáře spíše jen hraje, případně si někteří stěžovali, že Kendžiho hnojiva nemají požadovaný efekt. Kendži byl zastáncem přírodních hnojiv, zatímco mnozí dávali přednost západním chemickým hnojivům, a i v případě kdy zklamala, mnozí z toho stále vinili Kendžiho. Sympatie mu také mohl ubírat fakt, že byl stále částečně ekonomicky závislý na svém otci, kterému se mnoho farmářů zadlužilo v případě špatné úrody. Zatímco jeho zběhnutí k Lotosové sektě sypalo další sůl do rány, jelikož farmáři v této oblasti, stejně jako jeho otec, byli přívrženci Sekty čisté země.
V roce 1926 se naučil esperanto a pokusil se do něj přeložit několik svých japonských básní. Tyto překlady byly publikovány roku 1953, dlouho po jeho smrti.
Projevoval jen pramalý zájem o lásku nebo sex, ať už v osobním životě nebo v literárním díle. Kendžiho blízký přítel Tokuja Seki o něm napsal, že zemřel jako panic.

## Nemoc a smrt
Kendži onemocněl v létě roku 1928 a na konci roku se toto onemocnění rozvinulo v akutní pneumonii. Jeho striktní vegetariánství mu neumožnilo příjem výživově hodnotnější stravy, která byla potřebná kvůli jeho zhoršujícímu se zdraví. Mnoho let trpěl zánětem pohrudnice, což ho mnohdy zneschopnilo na řadu měsíců. Jeho zdraví se víceméně zlepšilo dostatečně na to, aby mohl provozovat konzultační práce v kamenolomu v roce 1931. Zlepšení bylo ale pouze kratičké, již v září toho roku při návštěvě Tokia se mu pneumonie znovu vrátila a musel se vrátit do svého rodného města.
Na podzim 1933 se jeho nemoc zdánlivě zlepšila dostatečně na to, aby mohl ze dveří svého domu pozorovat místní šintoistický průvod. Toho využila skupinka místních farmářů a zapředla s ním hodinovou debatu o hnojivech. Zřejmě kvůli vyčerpání z dlouhého rozhovoru s farmáři Kendži následující den zemřel. Na smrtelné posteli ještě svého otce požádal, aby vytiskl a rozdal tisíc kopií Lotosové sútry. Byl rodinou pohřben v rodinné svatyni Andžódži, ale poté, kdy v roce 1951 rodina konvertovala k ničirenovskému buddhismu, přesunuli jeho ostatky do ničirenského chrámu Šinšódži.